# Mubadala Development Company
Mubadala Development Company PJSC (Mubadala) fu fondata nell'ottobre 2002 come Public Joint Stock Company ed è un veicolo d'investimento del governo di Abu Dhabi (Emirati Arabi Uniti).
Il mandato di Mubadala è di facilitare la diversificazione dell'economia di Abu Dhabi.
Il suo focus sono gli investimenti a capitale intensivi a lungo termine per ottenere dei forti ritorni d'investimento e benefici sociali tangibili per l'emirato.